# Jitai (köping i Kina, Shandong)
Jitai (kinesiska: 纪台镇, 纪台) är en köping i Kina. Den ligger i provinsen Shandong, i den östra delen av landet, omkring 150 kilometer öster om provinshuvudstaden Jinan. Antalet invånare är 52 144. Befolkningen består av 25 572 kvinnor och 26 572 män. Barn under 15 år utgör 17,0 %, vuxna 15-64 år 71 %, och äldre över 65 år 10,0 %.
Genomsnittlig årsnederbörd är 733 millimeter. Den regnigaste månaden är juli, med i genomsnitt 262 mm nederbörd, och den torraste är januari, med 9 mm nederbörd.